# Corgi Toys
La Corgi Toys è un'azienda di giocattoli britannica specializzata in modellini di automobili realizzati per pressofusione.

## Storia
La Corgi è stata fondata nel 1933 a Northampton, in Gran Bretagna, da Philip Ullmann, immigrato tedesco, ed è stata poi acquistata dal sudafricano naturalizzato tedesco Arthur Katz. L'azienda era in concorrenza con gli automodelli Dinky Toys della Meccano.

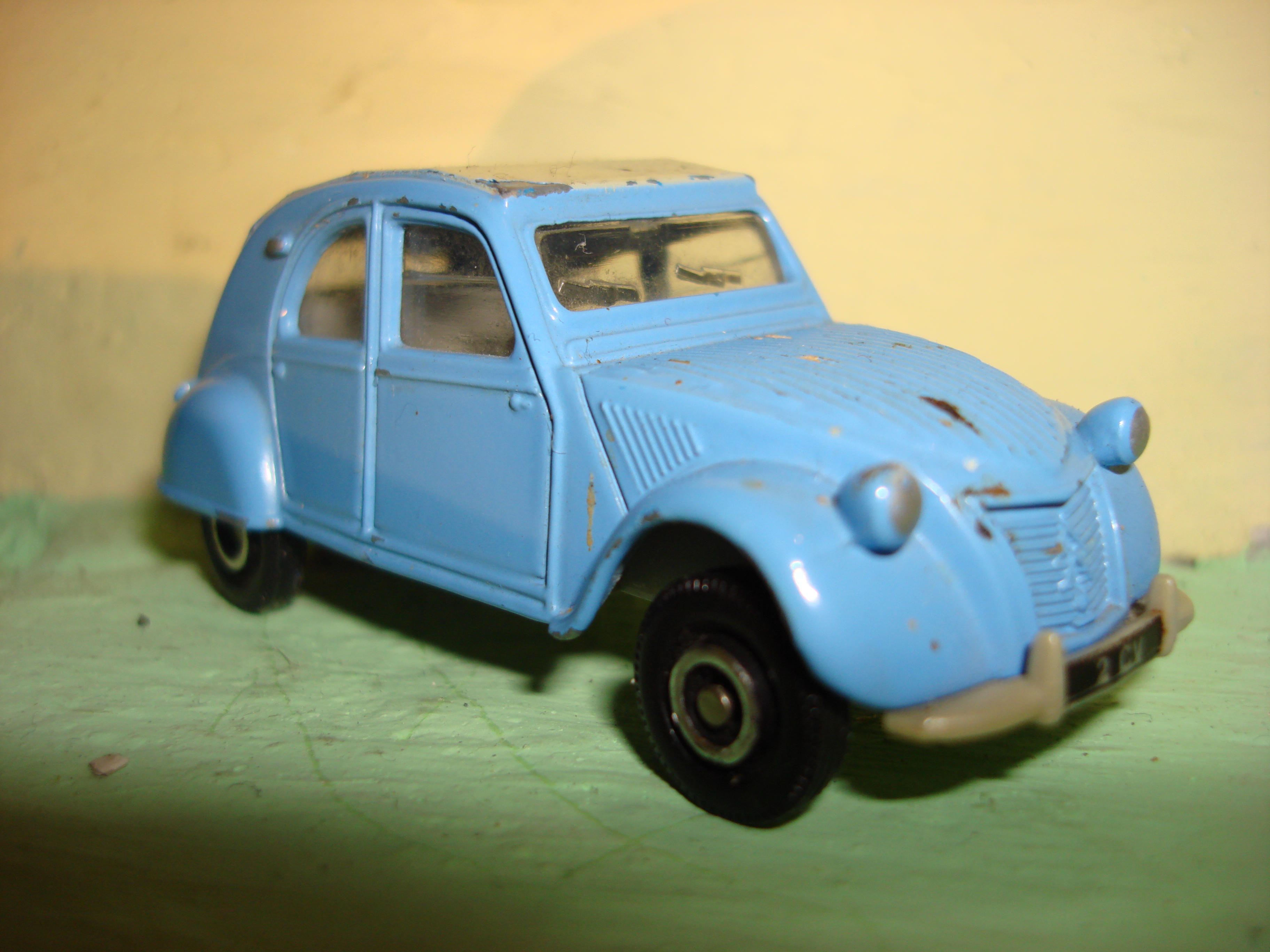
Modellino della Citroën 2CV

## Modelli
AEC Type RM
Aston Martin DB4
Aston Martin DB5
Aston Martin V8
Austin A50 Cambridge
Austin London Taxi LTI TX4 2007
Bentley 1927
Bentley Continental Sports Saloon
BRM F1
Chitty Chitty
Cadillac Superior Ambulance
Citroen DS19
Corgi Cola
Corgi Solearn
DeLorean Time
Daimler 38
Ferrari F1 Racing
Ford England
Ford T
Ford Transit
Ford Thunderbird
Ghia L6.4
Healey 100
Hillman Husky
London Bus
Lotus Mark 2
Mercedes Actros
Morris Cowley
MG B GT
Reliant Regal
Renault 12
Renault 16
Renault Floride
Riley Pathfinder
Rolls Royce Silver
Rolls Royce Ghost
Rover 90
Studebaker Golden Hawk
Thames Airborne
Triumph Coffret
Triumph Scrambler
Triumph TR2
Vauxhall Velox
Scania T
Volkswagen Beetle
Volkswagen Campervan
Volkswagen T1
Volkswagen Type 2
Volvo TH